# جنایده-۲
جنایده-۲ (به لاتین: Jhenaidah-2) یک منطقهٔ مسکونی در بنگلادش است که در ناحیه جنایده واقع شده‌است.